# 大崎 (さいたま市)
大崎（おおさき）は、埼玉県さいたま市緑区の大字。郵便番号は336-0974。

## 地理
さいたま市緑区の東部に位置する。浦和美園駅からも近いため住宅も増えている。南部の見沼田んぼにはクリーンセンターがある。見沼代用水東縁や芝川が流れる。字稲荷前地内に所在する大崎公園はさいたま市花火大会の会場となっている。
先土器〜縄文前期の遺跡である「えんぎ山遺跡」が字棚井地内の小さな舌状台地上に所在する。なお1966年に発掘調査が行なわれている。

### 地価
住宅地の地価は2015年（平成27年）1月1日の公示地価によれば大崎字松原前2806番外の地点で6万400円/m2となっている。

## 歴史
もとは江戸期より存在した武蔵国足立郡南部領に属する大崎村であった。当村の見沼代用水に河岸場が設けられていた。
- 発足時は幕府領（幕府直轄領）、以降変遷なし[6]。検地は1623年（元和9年）、1805年（文化2年）に実施。1728年（享保12年）に開発された持添新田を当村南側の見沼の内に領していた[6]。
- 幕末時点では足立郡大崎村であった。明治初年の『旧高旧領取調帳』の記載によると、代官大竹左馬太郎支配所が管轄する幕府領であった。国昌寺の寺領も存在した[7]。
- 1868年（慶応4年）6月19日 - 旧幕府領が武蔵知県事・山田政則（忍藩士）の管轄となる[8]。
- 1869年（明治2年） 
  - 1月13日 - 武蔵知県事・宮原忠英の管轄区域に大宮県を設置。県庁は東京府馬喰町に置かれる。
  - 9月29日 - 県庁が浦和に置かれ浦和県に改称。
- 1871年（明治4年）11月13日 - 第1次府県統合により埼玉県の管轄となる。
- 1879年（明治12年）3月17日 - 郡区町村編制法により成立した北足立郡に属す。郡役所は浦和宿に設置。
- 1889年（明治22年）4月1日 - 町村制施行により大崎村が上野田村・中野田村・南部領辻村・代山村・寺山村・高畑村および染谷村の一部と合併し、野田村となる[9]。野田村の大字大崎となる[6]。
- 1956年（昭和31年） 4月1日 - 野田村・戸塚村・大門村が合併し、美園村となる[9]。美園村の大字となる。
- 1962年（昭和37年）5月1日 - 美園村のうち、旧大門村のうち差間・行衛を除く区域と旧野田村が浦和市に、旧戸塚村と旧大門村のうち差間・行衛が川口市にそれぞれ編入される[9][10]。以後浦和市の大字となる。
- 1967年（昭和42年） - 大字南部領辻の一部を大字大崎へ編入し、大字大崎の一部を大字南部領辻へ編入する[6]。
- 2001年（平成13年）5月1日 - 浦和市が、与野市、大宮市と合併しさいたま市となり、さいたま市の大字となる。
- 2003年（平成15年）4月1日 - さいたま市が政令指定都市に移行しさいたま市緑区の大字となる。
- 2017年（平成29年）2月18日 - 埼玉スタジアム第三グラウンド周辺にあった、ごく小さい飛び地が美園に編入される[11]。

## 世帯数と人口
2017年（平成29年）9月1日現在の世帯数と人口は以下の通りである。
| 大字 | 世帯数  | 人口  |
| ---- | ------- | ----- |
| 大崎 | 423世帯 | 971人 |

## 小・中学校の学区
市立小・中学校に通う場合、学区（校区）は以下の通りとなる。
| 番地 | 小学校                 | 中学校                 |
| ---- | ---------------------- | ---------------------- |
| 全域 | さいたま市立野田小学校 | さいたま市立美園中学校 |

## 交通

### 鉄道
地区内に線路は敷設されていない。近隣の浦和美園駅などが利用できる。

### 道路
- 東北自動車道 浦和インターチェンジ
- 国道463号
- 緑のヘルシーロード

## 寺社・史跡
- 曹洞宗国昌寺 - 大雲文龍の書（市指定有形文化財）や、その墓がある。市指定有形文化財の薬医門（開かずの門）や板石塔場のほか、市指定天然記念物のセンダンバノボダイジュもある[4]。
- 福寿寺
- 太子堂 - 1669年（寛文9年）の「太子堂の鰐口」（市指定有形文化財）がある[4]。
- 木傘神社

## 施設
- 浦和大学
- 青山学院大学系属浦和ルーテル学院小学校・中学校・高等学校
- さいたま市立美園中学校
- 埼玉県立浦和特別支援学校（旧浦和養護学校）
- 大崎児童学園
- 大崎公園
  - 園芸植物園 - 昭和53年6月に開園[4]。面積3万5000平方メートル。
- 農業者トレーニングセンター - 都市近郊農業振興の拠点として昭和48年に開所[4]。農家の研修会議所として利用される。
- クリーンセンター大崎
  - 見沼ヘルシーランド - 昭和62年10月開設。ラドン風呂、温室プールなどがある。
- さいたま市大崎むつみの里
- 大崎実習センター - 昭和58年4月設置。
- 浦和中央自動車教習所